# Macrosarisa bensoni
Macrosarisa bensoni är en kräftdjursart som beskrevs av Rosalie F. Maddocks 1990. Macrosarisa bensoni ingår i släktet Macrosarisa och familjen Macrocyprididae. Inga underarter finns listade i Catalogue of Life.